# Rathaus (Eschenbach in der Oberpfalz)

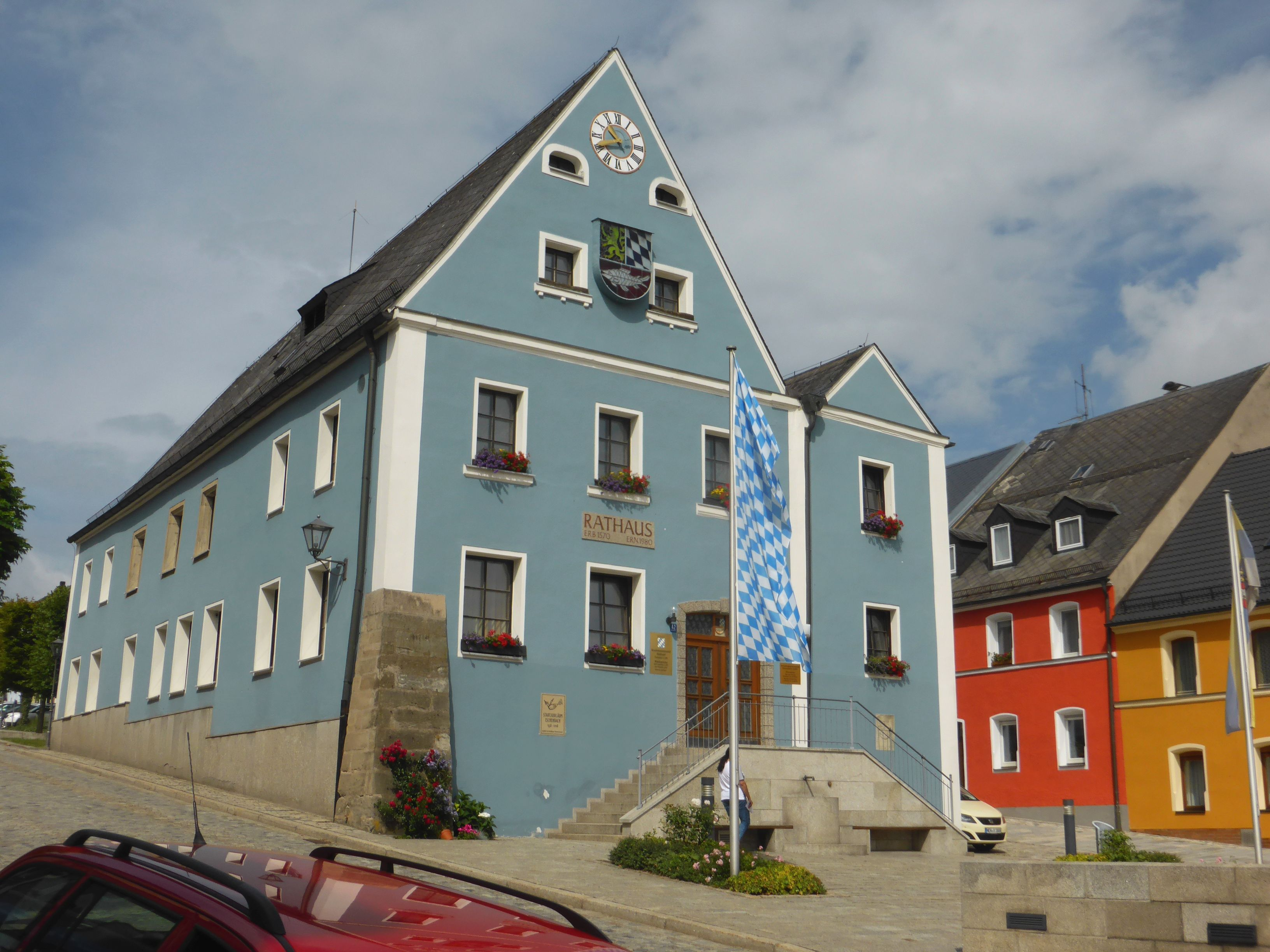
Rathaus in Eschenbach in der Oberpfalz

Das Rathaus in Eschenbach in der Oberpfalz, einer Stadt im Landkreis Neustadt an der Waldnaab in Bayern, wurde im Kern 1570 errichtet. Das Rathaus am Marienplatz 42 ist ein geschütztes Baudenkmal. 
Der zweigeschossige Bau mit steilem Satteldach wurde Anfang des 19. Jahrhunderts mit einem parallel verlaufenden Anbau nach Norden hin erweitert. Über eine zweiläufige Freitreppe erreicht man den Eingang, der mit einer Sandsteinrahmung versehen ist. 
Im Giebel sind eine Uhr und das Wappen der Stadt angebracht.